# ترزا د لا پارا
آنا ترزا د لا پارا سانجو که با نامترزا د لا پارا (انگلیسی: Teresa de la Parra; ۵ اکتبر ۱۸۸۹ – ۲۳ آوریل ۱۹۳۶) شناخته شده نویسنده و رمان‌نویس اهل ونزوئلا بود. او به عنوان یکی از برجسته‌ترین نویسندگان زمان خود نیز شناخته می‌شود. اگر چه قسمت بزرگی از زندگی او در خارج از کشورش بوده‌است اما در آثار خود فضای مرموز و دوستانه ونزوئلا را بیان کرده‌است.
معروف‌ترین رمان او ایفینگنیا برای نخستین بار در کشور به موضوع وضعیت زنان در جامعه می‌پرداخت که نام ان نیز به یک شخصیت یونانی و قربانی به نام آی فیگنیا اشاره دراد.

## زندگی‌نامه
او با نام آنا ترزا د لا پارا سانجو در تاریخ ۵ اکتبر ۱۸۸۹ در پاریس متولد شد. پدر او رافائل پرا هرنیز، سفیر ونزوئلا در برلین و مادرش ایزابل سانوو دو پارا است. آنا پنج برادر و خواهر داشت و دوران تحصیلیش را در مدرسه اسپانیایی گذارند و در آنجا او به شعر و ادبیات علاقه پیدا می‌کند و در سن ۱۹ سالگی به کاراکاس بازگشت.
پس از اینکه او در پاریس مستقر شد، شروع به تحقیق در مورد زندگی سیمون بولیوار می‌کند و شاید در آثار از او الهام گرفته‌است. پس از ابتلا به سل مدت زمان زیادی برای درمان در سوئیس و اسپانیا بود اما درمان پیدا نکرد. دیدار با لیدیا کابررا شاعر و انسان‌شناس اهل کوبا که در طول سال‌های بیماری‌اش بود نقش مهمی در زندگی د لا پارا ایفا می‌کند که در مورد ایده‌های فلسفی و ادبیش منعکس می‌یابد. طولانی‌ترین و زیباترین نامه‌هایی که هر روز به خانواده و دوستان و خاطرات صمیمی خود نوشته‌است، از این زمان می‌آید.او در مادرید فوت کرد و و در سال ۱۹۴۷ جسد او به کاراکاس منقل یافت.